# Musa peekelii
Musa peekelii là một loài thực vật có hoa trong họ Musaceae. Loài này được Lauterb. miêu tả khoa học đầu tiên năm 1913.